# 焦石邵氏家庙及孝子坊
焦石邵氏家庙及孝子坊，位于中华人民共和国浙江省金华市兰溪市女埠街道，是浙江省省级文物保护单位之一。
2017年1月19日，焦石邵氏家庙及孝子坊被列入第七批浙江省文物保护单位，该文物保护单位是一座古建筑。